# 出馬投票
出馬投票（しゅつばとうひょう）とは、競走馬が競馬の競走に出走するために必要な登録申請の事である。出馬投票を行うのは競走馬を所有する馬主である。それぞれの競走は競馬番組として施行条件が発表されており、その競馬番組に示された条件に該当しない競走馬の出馬投票は認められない。
この項目は出馬投票であるが、競走に出走が決まるまでの諸事項についても取り上げる。
日本の競馬は中央競馬と地方競馬に分かれており、それぞれは異なるため、場合分けをして説明する。

## 中央競馬における出馬投票
競馬施行規約第43条に「馬主は、馬を出走させようとするときは、施行規程で定めるところにより出馬投票をしなければならない」と定められており、その具体的な手続きについては、日本中央競馬会競馬施行規程第84条に定めがある。
土曜日・日曜日に各競馬場で行われるすべての競走（2日間開催は最大72競走、3日間開催は最大108競走）を一括して、当週の木曜日の正午から午後3時まで、美浦・栗東の両トレセン事務所（夏の北海道開催中は札幌・函館両競馬場でも受け付け）で出馬投票が受け付けられる。出馬投票は競走毎に行われ（年始などの変則開催時は例外あり）、調教師が馬主の代理人として出馬投票を行う。

特別競走及び地方競馬で実施される指定交流競走においては、開催前週日曜日の午後4時（例外あり）に特別登録の受付が行われ、この特別登録がない馬は、その競走への出馬投票はできない。またグレードワン（GI）級競走は開催2週間前の同曜日午後4時に、地方で施行されるダートグレード競走の特別登録は、2週間前に最も近い日曜日の午後4時に行われる（クラシック競走は別途「5大特別登録」も必要。なお2008年までの2歳馬限定のグレードワン競走は除く）。ちなみに、JRAが施行する重賞競走では、特別登録と同時に出馬投票があったものとして取り扱うことがある。

ダートグレード競走に出走を希望する中央所属馬は、特別登録受け付けの翌日に行われるNARの出走馬選定委員会により選定されなければならない。GI・JpnIでは最大7頭、JpnII・JpnIII・その他のダートグレード競走は原則5頭が選定され、他に補欠馬5頭以内が選ばれる。選定馬が開催3日前の枠順確定までに出走を回避した場合は、補欠馬が繰り上がる。

なお、8月札幌開催の国際騎手招待競走ワールドオールスタージョッキーズ（4競走）は、特別登録を基に火曜日の14時時点で出走予定馬及び補欠馬が決められる。出走予定馬と決まった馬について、水曜日の夕方の時点で抽選が行われ、出場騎手に騎乗馬が割り振られる。同様に12月のヤングジョッキーズシリーズファイナルラウンドのうち、中央競馬における実施分（2競走）については水曜日に出走予定馬と補欠馬が決定され、抽選により出場騎手に騎乗馬が割り振られる。

ちなみに1988年（昭和63年）以前は、開催初日の前に、当該開催に自分の所有馬を出走させることを馬主が表明する「開催への登録」（地方で現存する予備登録に相当）と、具体的にどの競走に出走するかを預託先調教師が選ぶ「レースへの登録」の両方が必要だった（重賞競走を除く）。当時の競馬番組表には、「開催への登録」の締め切り日が記載されており、この日までに馬主が登録手続きをしなければ、その開催の一般・特別競走には一切出走できなかった。

## 地方競馬における出馬投票
ダートグレード競走を含む重賞競走を除き、競馬番組は開催の直前にならないと確定しない。というのも、競走馬の出走状況を把握した上で競走を編成するためである。従って、事前調査を兼ねて開催の前に、その開催に出走する旨があるかどうかを事前に登録を行う(出走申込)。
出走する意思がある場合にはこの段階で登録しなければならない（登録後、出走しなくても構わない）。登録がない場合には、その開催に出走することはできない。主催者はこの事前の登録をもとに競走を編成し、競走の施行条件を定め、競馬番組を発表する。
この段階で事前に登録された競走馬は出走する競走を指定される。この指定された競走以外への出走投票は認められない。この際、その後の出走取りやめなども想定し、全体の登録頭数によっては出走可能頭数を上回る数の馬を一つの競走に割り当てる事もある。その後、指定された競走に出走させる場合には、競走の2～4日前（レースや主催者によって違う）に行われる出馬投票を行う。

## 出走可能頭数を超過した場合
出馬投票によって、出走希望頭数が出走可能頭数を超過する場合には、選定基準の下位の馬より除外される。地方競馬でも同様であるが、中央競馬で使われる「除外」という言葉でなく、「抽選休（抽休）」という言葉が使われる。また、中央競馬では除外でも手当は支給されないが、地方競馬では抽選休になった場合、主催者によっては抽休手当が支給されることもある。日本の中央競馬の場合、出走可能頭数は最大で18頭までであるが、コース形態や移動柵の設置場所によって変動する。頭数制限が敷かれる以前は1961年のスターティングゲートの義務化で32頭まで出走できたが、あまりの混乱さに出馬制限が設けられ、24頭、20頭と減少し最終的には1992年に馬連の導入に伴い18頭に制限された。
選定基準は獲得賞金順や過去の競走実績、レースの間隔などを加味して決められる。競走によって選定基準は異なる。選定基準が同一の場合には抽選が行われ、抽選で当選した馬が出走できる。当選しなかった馬は競走から除外される。なお、中央競馬においては除外された競走馬には優先出走権が付与される場合がある。
中央競馬において、選定基準が下位のために除外された競走馬を非抽選馬、抽選で除外された競走馬は非当選馬と呼ぶ。除外された競走馬は同じ週の他の一般競走に改めて出馬投票することができる。

## 出走希望頭数が開催基準頭数に満たない場合
21世紀の現代の日本競馬では、中央、地方共に、出走希望頭数が開催基準頭数以下の場合は原則として競走を取りやめる。この頭数は、JRAでは原則5頭（3歳未勝利戦のみ6頭）、地方では多くの施行者で5頭とされている。ただし、枠順確定後に出走取消・競走除外となり基準頭数が下回った場合は実施される。JRAによる馬券の解説では出走予定馬が2頭でも単勝の馬券を発売するとしている。なお、1954年（昭和29年）にJRA（当時はNCK）が発足する以前の国営競馬や日本競馬会では、出馬投票した馬が1頭でもいれば競走を施行していた（単走）。
また、重賞競走（GIIIおよびJ・GIIIを除く）、トライアル競走、および国際競走において外国馬の出走申込並びに指定交流競走で地方競馬所属馬の出走申込があった場合は、基準頭数未満でも、競走を実施する（日本中央競馬会一般事項VI-1第1項）。
（事例）2024年10月4日の大井競馬第3競走・2歳新馬戦（ダート1400m）では5頭が出走投票を行ったが、枠順確定後に2頭が出走取消、1頭が競走除外となったため、2頭立てで行われた事例がある。地方競馬で2頭立ての競馬が実施されたのは、1973年4月以降で初となった。ちなみに、NCK発足後の中央競馬において、1頭立ては例がないが、2頭立ては過去に2例ある（いずれも障害競走）。

### 中央競馬における競走の分割
出走希望頭数が開催基準頭数に満たすことが出来ずに競走が取りやめとなった場合、その分を補充するという意味合いで、一般競走の中で出走希望頭数の多かった1競走を選んで競走の分割を行う場合がある。
なお、12競走を超えて編成することは競馬法施行規則により、行うことができない。
分割を実施する場合は、上記の一般競走においての規定頭数不足が発生して競走取りやめがあった場合で、なおかつ該当する競走条件が異なる馬を除いた申し込み馬が16頭以上を超える場合は、1日12競走を超えない範囲という条件で、取りやめた競走が1つである場合は当該一般競走で最も申し込みが多かった競走、2つ以上である場合は、それに加えて2番目に多かった競走も2分割の対象競走に加える。またこの際、分割すべき競走に「一般事項Ⅴ-3により出走希望の馬があった場合」はその馬を含めて競走の分割を行うものとする。
また、上記の規定にかかわらず、同一日・同一条件（特別・重賞も含む）の競走が2以上あり、そのいづれかにおいて（父）=父内国産馬、または（市）=市場取引馬以外の申し込み馬が7頭以下であるときは、それに該当する条件の競走、その他競馬番組で特に定める競走の分割は行わないものとする。
なお分割を行う場合、申し込み頭数が同数である競走が2つ以上ある場合は次の優先順位で分割競走となるものを決定するものとする。
1. 障害競走は平地競走より優先させる。
2. 2（3）歳馬の限定競走は3（4）歳以上の競走より優先させる[注釈 4]
3. 同一種別の競走では新馬戦、それ以外は競走条件の上位の競走を優先させる。
4. 同一種別・同一競走条件において申し込み頭数が同じ場合は抽選で分割となる競走を決める

分割となる場合、原則として馬番号の決定方法に準じて出走申し込み馬の仮番号を抽選で決定し、そのうちの奇数番号の馬によって「A」、偶数番号は「B」の競走を編成するものとする。また分割対象の競走が2つある場合は、申し込み頭数の多いほうは上記の方式、少ないほうの競走は奇数番号が「C」、偶数番号は「D」の競走とする。また申し込み頭数が同じ場合は、優先順位上位の競走から分割する番号を割り当てる。分割された競走の賞金・競走条件はすべて同じものとする
1997年度までは、競馬番組の発表の段階において、GI競走開催日（2歳戦は除く）とあらかじめ12競走が開催される日を除く全ての開催日は11競走を編成していた。しかし、出走希望頭数が最も多くなった条件の競走を2つに分割（分割ABの2競走。競走の取りやめがあった場合には2競走を分割してそれぞれAB・CDとして施行）して開催するケースが多く、結果的にほとんどの開催日は12競走行われてきた。
そこで、1998年度から一部の例外日（東京優駿・ジャパンカップ・有馬記念施行日）を除く開催日はあらかじめ競馬番組を発表する段階において12競走を編成するようになった。従って、出走希望頭数が開催基準頭数に満たず競走が取りやめとなった場合に限り、競走が分割されるようになった。しかし、出走登録頭数がそれでも極端に少ない場合は分割をすることができず、結果的に競走数が減らされた事例もある。
（事例）2009年9月13日の新潟競馬場。本来は12競走が組まれていたが、第4競走の「3歳未勝利・芝コース2400m」の競走に出走登録をした馬が最少催行頭数の5頭を下回る3頭しかなかったため中止された。さらにこの日は他の競走でも出走申込み頭数が極端に少なく、分割することすらもできなかったため、この日は11競走に変更された。
地方競馬においてはあらかじめ、競馬番組を発表する際に、全出走予定馬を各競走に分けて編成する形で発表しているので、出走希望頭数が開催基準頭数に満たない場合には競走が取りやめになるだけであり、中央競馬のように他の競走が分割されることはない。

## 出馬投票後
出馬投票で除外されなかった場合には、その競走馬は競走に出走することができる。また、出走が決まった馬は出馬表（後述）によって速やかに発表される。
出走が決まると次はゲートの順番（これを以後、枠順と呼ぶ）を決める。枠順の抽選を行う日は競走により異なるが、中央競馬は主にその競走の勝馬投票券が販売開始される日の前日、地方競馬は出馬投票が終了次第速やかに枠順の抽選が行われ、枠順が確定する。
一部のグレードワン競走では、現在でも抽選器による公開の枠順抽選が行われている（といっても抽選はマスコミなどへの「公開」であり、ファンが参加できるものではない）。八大競走やジャパンカップ・ジャパンカップダート（2013年まで）ではコンピューターによる抽選、それ以外は新井式回転抽選器による抽選が行われている。

なお2014年の有馬記念は、中央競馬史上初の試みとして、プロ野球ドラフト会議に倣った方式による公開抽選会（こちらは抽選会場は関係者のみであるが、BSフジによるテレビ中継を伴うもの）を行った。これは予め事前に決定した出走馬（優先出走権に当たるファン投票上位10頭+その他賞金獲得順などで最大フルゲート16頭<中山競馬場で行う場合>）の馬名が書かれた封筒を一つずつ選び、選ばれた馬の騎乗予定騎手・調教師らが出走馬番号を1分以内で選択するという方式で行われた。なお、枠順ドラフトは2014年のみに留まっているが、有馬記念におけるメディアを通じた公開抽選自体は2023年時点でも継続しており、有馬記念の枠順発表のみ通常のスケジュールと異なる。

### 出走取消・競走除外
日本の競馬では出馬投票後の出走取消は疾病などによるやむを得ない場合に限られている。外国の競馬では当日の馬場状況によって出馬投票後に出走を取り消すことは多々ある。
出馬投票（出走馬確定）後、枠順が確定する前に出走を取り消す場合には、枠順抽選からはずされ、その後の出馬表には掲載されず「枠順確定前出走取り消し」として扱われる。枠順確定後の取り消し、並びに競走除外（装鞍所到着後、パドック周回時を含め競走の発走前の負傷による出走辞退）の場合はそのまま出馬表に掲載される。

なお中央競馬ではダートグレード競走・地方指定交流競走の選定馬が出馬投票しなかった場合およびワールドオールスタージョッキーズ（WASJ）・ヤングジョッキーズシリーズ（YJS）ファイナルラウンドにおいて枠順確定前取消が出た場合に限り、補欠順位上位の馬が選定馬として繰り上がる。WASJでは、取り消した馬に乗る予定だった騎手は繰り上がった馬に騎乗する。YJSファイナルラウンド・WASJで枠順確定後に出走取消・競走除外が出た場合、騎乗できなくなった騎手には競走得点6点が与えられる。YJSトライアルラウンドにおいて出走取消が出た場合は騎乗できなくなった騎手の騎乗回数・得点を計上しない。前の2つのケースと違い枠順確定後の取消・除外では補欠馬の繰り上がりはない。
また勝馬投票券の扱いについては、当該の競走の馬券発売後の取り消し（除外）があった場合に、取り消し（除外）当該馬に関連する全ての投票券がレース確定後払い戻される。ただし中央競馬の電話・インターネット投票については2011年4月23日以降、出走取消・競走除外があった場合は出走取消・競走除外の発表後速やかに返還されることになっている。

出走取消と競走除外の違いはよく、中央競馬では出走予定レースの装鞍所集合時まで、地方競馬では出走予定レースの馬券発売開始時までと理解されるが、正確には違い、両者は手続上の違いによって区別される。具体的には、出走予定馬や騎手が事故や疾病により出走できないときに馬主（または代理の調教師）が申請し、裁決委員の許可を受けて出走を取りやめるものは「出走取消」、出走予定馬が出走することが不適当であるとき等に開催執務委員の決定により当該馬を競走から除外することは「競走除外」と公表される。そして出走取消の手続きが中央競馬では運用上装鞍所集合時まで、地方競馬では出走予定レースの馬券発売開始時までとなっているが、出走取消となるタイミングにおいて競走馬が出走を取りやめる理由もほとんどが疾病であるため、出走取消と競走除外の違いを取り消したタイミングで判断しても概ね問題ないことになっている。出走取消の要件以外で出走予定レースから出走馬を除外する場合は「出走取消となるタイミング」であっても競走除外になり、例えば2019年（令和元年）の禁止薬物騒動のように禁止薬物の使用が発覚した場合や、
2020年12月30日の笠松競馬第1レースで発生した出走資格が無い競走馬に対して出走投票をしてしまった場合では「出走取消となるタイミング」ではあるが競走除外と処理されている。
なお、2000年（平成12年）1月に「JRA競馬施行規定第105条・競走除外に関する規定」が改正される前は、一度パドックに出場しながら、本馬場への入場前に疾病などを起こし出走を取り消した場合は「発走除外」と表現していたが、現在は上掲の通り「競走除外」として扱う。
日本国外における競馬の場合（例：アメリカ・オーストラリアなど）、出走馬が確定後であっても、出走予定馬が疾病その他により出走取消となった場合に補欠馬の上位順での繰り上げ出走となるケースがある。

## 出馬表
出馬投票が終了し、出走馬が確定した時点で発表される出走馬を知らせるための表のこと。日本では「枠番連勝」の勝馬投票券が発売されていることもあり、枠番および馬番の扱いが他国とは大きく異なっている。
中央競馬において、出馬表に書かれる競走馬の順番は枠順が決定していない段階と、決定後の段階で異なる。
「枠順が決定していない段階」では馬名の五十音順に並べられる。この際に馬番号は附されない。
「枠順決定後」はゲートの順番である馬番号順に並べられる。「枠順確定前出走取り消し」となった馬については「枠順決定後」の出馬表には記載されない。
日本国外の競馬では出馬投票終了の時点で馬番号がつけられ、この順番に出馬表に並べられる。海外での馬番号は負担重量の重い順に並べられ、同じ負担斤量の馬は現地表記のアルファベット順に並べられる。負担斤量の重い馬は通常、他の馬よりも実績があるため、その実績に敬意をもって馬番号の若い方に並べられている。
その後、ゲートの順番が決定されるが、この順番は日本ではゲート順、または枠番号などと表記される。従って日本と異なり馬番号とゲート順（枠番号）は全く関係性がない。
日本中央競馬会のホームページでの外国の競馬の出馬表の掲載は馬番号順に並べられているが、日本のマスコミなどが掲載するものは日本にあわせてゲート順に並べ替えられたものが掲載されていることがある。

## 開催中止時の出馬投票について
台風や積雪などの気象条件の悪化や、大地震などの天災、さらには機器故障や開催関係者による労働争議（例として厩務員ストライキなど）などの不測の事態が原因で、正常かつ公正な競馬の開催が困難となり、その日の競馬施行を中止し後日代替開催（途中打ち切りによる続行開催の場合も含む）となった場合は、原則として中止になった当日の枠順は全て取り消され、改めて出馬投票をやり直すことになっている。
ただし、最近は出馬投票のやり直しをしないで、中止時の枠順をそのまま有効にして代替（続行）開催を行うケースがある。これは、枠順の変更に伴う有利不利などでファンに馬券推理・検討の上で混乱をきたすことがないようにするため、また競馬新聞の作り直しや、販売済みの新聞の交換などが発生しないよう、競馬新聞関係者の負担を減らすための目的もある。
出馬再投票なしで代替（続行）開催を行う場合
1. 前日および夜間発売を含め、勝馬投票券の発売前であること
2. 代替施行日が直近であること
3. 出走予定馬に対する、輸送などの影響が少ないこと

という条件があり、JRAでは積雪や台風接近などの競馬開催に支障をきたすほどの悪天候が予想される場合には、まず日曜日の開催でメインレースが重賞競走の場合に行われている前日発売を取りやめる。続けて、前日夕方までに気象状況が良化しない場合、当該競馬場における全競走の前日夜間発売を取りやめる。そして、当日朝になっても改善せず、悪化の傾向がみられると馬場造園課長が判断した場合、開催執務委員長は当日午前7時の電話・インターネット投票発売開始前に中止を決定するという手順を踏んで、初めて出馬再投票なしでの代替競馬が出来る仕組みになっている。この手順を1つでも踏めず、馬券の発売が始まってしまったあるいは1つでもレースが行われた場合、中止決定時までに発売された馬券は無効として全額返還の上、出馬再投票を行う。